# 迎日湾港線
迎日湾港線（ヨンイルマナンせん、朝鮮語: 영일만항선）は、大韓民国慶尚北道浦項市北区の浦項駅と迎日湾港駅を結ぶ、韓国鉄道公社の鉄道路線（貨物線）である。

## 歴史
- 2019年10月25日：事業用鉄道路線変更告示により路線名、駅名確定[1]。
- 2019年12月18日：開業[2]。

## 駅一覧
- 駅所在地は全線慶尚北道浦項市北区内。

| 駅名       | 駅名       | 駅間キロ (km) | 累計キロ (km) | 接続路線             |
| 日本語     | ハングル   | 駅間キロ (km) | 累計キロ (km) | 接続路線             |
| ---------- | ---------- | ------------- | ------------- | -------------------- |
| 浦項駅     | 포항역     | 0.0           | 0.0           | 韓国鉄道公社：東海線 |
| 迎日湾港駅 | 영일만항역 | 11.2          | 11.2          |                      |